# Aerodramus bartschi
La salangana de Guam o rabitojo de las Marianas (Aerodramus bartschi) es una especie de ave apodiforme de la familia Apodidae endémica de las islas Marianas.

## Taxonomía
En el pasado se consideraba conespecífica de la salangana de las Carolinas (Aerodramus inquietus).

## Descripción
La salangana de Guam mide unos 11 cm de largo. Su cabeza y partes superiores y son de color pardo grisáceo. Su garganta y parte superior del pecho son gris blanquecinas y el resto de las partes inferiores son gris más oscuro. Su cola es ahorquillada y su plumaje carece de brillo.

## Distribución y hábitat
Como su nombre indica se encuentra en Guam además de en Saipán y Aguijan, de las Islas Marianas del Norte, y se ha extinguido localmente de las islas de Rota y Tinian. Fue introducida con éxito en Oahu, en el archipiélago de Hawái a principios de la década de 1960, pero su población allí es pequeña. Sus hábitats naturales son las selvas de tierras bajas, los herbazales y los manglares.

## Comportamiento
Anida en colonias de hasta cientos de individuos en el interior de las cuevas, incluso en las zonas en total oscuridad. Construye nidos similares a las golondrinas colgados de las paredes y techos de cuevas calizas. Su puesta consta de un solo huevo, pero pueden realizar más de una al año. Las salanganas pían y gorjean además de emitir clics que usan para ecolocalizar mientras se desplazan en el interior de las cavernas en las que crían y descansan. La mayoría de los individuos dejan la colonia al amanecer para buscar alimento y regresan con la puesta de sol para alimentarse. Son cazadores aéreos que capturan insectos sobrevolando los bosques y zonas costeras.

## Estado de conservación
Se considera que la salangana de Guam es una especie en peligro de extinción. La población de Guam disminuyó debido a la predación de las serpientes arbóreas marrones introducidas accidentalmente y el uso de pesticidas agrícolas, aunque se cree posteriormente se ha incrementado hasta 900 individuos en 2006. Se estima que la población de Saipán en 2005 constaba de unos 5400 individuos, aunque se espera que descienda sustancialmente tras el establecimiento de la serpiente arbórea marrón en la isla. El tamaño estimado de la población de Aguijan es de unos 400. La única colonia reproductiva conocida en Oahu se estima que en 1997 tenía un mínimo de 17 parejas reproductoras. Entre las medidas de protección propuestas se incluye la continua monitorización de la población y limitar las perturbaciones en las cuevas, la erradicación de las serpientes arbóreas de Saipán, el control de la también introducidas avispas del barro y cucarachas que podrían dañar los nidos, y la reintroducción de aves en la isla de Rota donde se erradicaron en la década de 1970.